# Ruth Jebet
Ruth Jebet (née le 17 novembre 1996 au Kenya) est une athlète bahreïnie, spécialiste du 3 000 m steeple. Championne olympique en 2016 à Rio, elle est l'ancienne détentrice du record du monde (8 min 52 s 78 le 27 août 2016 lors du meeting de Paris).

## Biographie
Elle fait partie du « Bahrain Drain », ou l'exode des athlètes africains vers le Bahreïn, attirés par de meilleures conditions d'entrainement et de vie. « Au Kenya, je n’étais pas sûre de pouvoir aller aux jeux Olympiques parce qu’il y a beaucoup de coureurs. A Bahreïn, je peux également aller à l’école », explique ainsi Ruth Jebet à un journaliste de l'AFP.
Elle remporte à seize ans seulement l'épreuve du 3 000 m steeple des championnats d'Asie 2013, à Pune en Inde. Mais, autorisée à concourir sous les couleurs du Bahreïn qu'à partir de mai 2014, elle est finalement disqualifiée. Aux championnats arabes 2013, à  Doha au Qatar, elle se classe deuxième de l'épreuve, derrière la Marocaine Salima El Ouali Alami.
En 2014, elle remporte la médaille d'or des championnats du monde juniors d'Eugene, aux États-Unis, dans le temps de 9 min 36 s 74. Troisième de la Coupe continentale, à Marrakech, elle remporte en fin de saison 2014 la médaille d'or des Jeux asiatiques, à Incheon en Corée du Sud, dans le temps de 9 min 31 s 36, signant un nouveau record de la compétition.
Titrée lors des Championnats panarabes de 2015, à Manama à Bahreïn, elle se classe onzième des championnats du monde 2015, à Pékin. Elle remporte la médaille d'or du 3 000 m steeple lors des Jeux mondiaux militaires, à Mungyeong.

### Championne olympique et record du monde (2016)

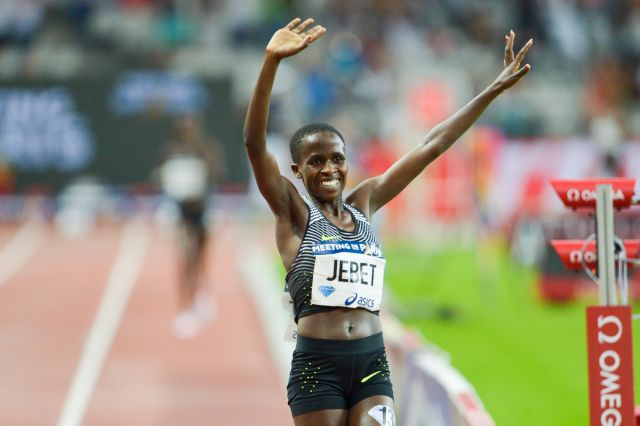
Ruth Jebet lors de son record du monde du 3000 m steeple, le 27 août 2016 au Stade de France.

Le 14 mai 2016, à Shanghai, Jebet améliore son record personnel et asiatique à 9 min 15 s 98, malgré une chute. Deux semaines plus tard, lors du Prefontaine Classic, Jebet devient la 2de femme à descendre sous la barrière des neuf minutes sur 3 000 m steeple en réalisant 8 min 59 s 97, à une seconde du record du monde de la Russe Gulnara Samitova-Galkina (8 min 58 s 81 en 2008). 
Le 16 août, la Bahreïnie devient championne olympique en s'imposant en finale des Jeux olympiques de Rio avec un chrono de 8 min 59 s 75, record personnel et continental.
Le 27 août 2016, elle bat le record du monde du 3 000 m steeple au meeting de Paris, en 8 min 52 s 78 et elle améliore ainsi de plus de 6 secondes l'ancien record de Gulnara Samitova-Galkina.
Elle ouvre sa saison 2017 à Doha où elle termine 3e en 9 min 01 s 99, dans la course la plus relevée de l'histoire puis s'impose à Shanghai la semaine suivante en 9 min 04 s 78. Elle participe ensuite aux Jeux de la solidarité islamique où elle réalise le doublé 5 000 m / 3 000 m steeple avec respectivement 14 min 53 s 41 (record personnel) et 9 min 15 s 41.
Le 26 mai, elle termine 3e du Prefontaine Classic en 9 min 03 s 52. Le 11 août, en finale des Championnats du monde de Londres, Jebet termine à une décevante 5e place.

### Test antidopage positif et suspension (2018)
Le 4 mars 2018, le quotidien britannique The Guardian révèle que Ruth Jebet aurait été testée positive à l'EPO. Aucune confirmation n'a été donnée par le panel de l'antidopage, ni de l'IAAF. Le 20 juillet, elle est suspendue. Le soir même, elle perd son record du monde au profit de Beatrice Chepkoech, qui réalise 8 min 44 s 32 à Monaco. Le 4 mars 2020, l'Unité d'Intégrité de l'athlétisme décide de la suspendre pour une période de 4 ans pour dopage à l'EPO, la privant ainsi des Jeux Olympiques de Tokyo.

## Palmarès
| Date | Compétition                     | Lieu             | Résultat | Épreuve     | Temps          |
| ---- | ------------------------------- | ---------------- | -------- | ----------- | -------------- |
| 2013 | Championnats arabes             | Doha             | 2e       | 3 000 m st. | 9 min 52 s 47  |
| 2014 | Championnats du monde juniors   | Eugene           | 1re      | 3 000 m st. | 9 min 36 s 74  |
| 2014 | Coupe continentale              | Marrakech        | 3e       | 3 000 m st. | 9 min 55 s 24  |
| 2014 | Jeux asiatiques                 | Incheon          | 1re      | 3 000 m st. | 9 min 31 s 36  |
| 2015 | Championnats panarabes          | Manama           | 1re      | 3 000 m st. | 9 min 39 s 61  |
| 2015 | Championnats du monde           | Pékin            | 11e      | 3 000 m st. | 9 min 33 s 41  |
| 2015 | Jeux mondiaux militaires        | Mungyeong        | 1re      | 3 000 m st. | 9 min 30 s 24  |
| 2016 | Championnats d'Asie en salle    | Doha             | 1re      | 3 000 m     | 8 min 47 s 24  |
| 2016 | Jeux olympiques                 | Rio de Janeiro   | 1re      | 3 000 m st. | 8 min 59 s 75  |
| 2016 | Ligue de diamant                | Ligue de diamant | 1re      | 3 000 m st. | détails        |
| 2017 | Jeux de la solidarité islamique | Bakou            | 1re      | 5 000 m     | 14 min 53 s 41 |
| 2017 | Jeux de la solidarité islamique | Bakou            | 1re      | 3 000 m st. | 9 min 15 s 41  |
| 2017 | Championnats du monde           | Londres          | 5e       | 3 000 m st. | 9 min 13 s 96  |
| 2017 | Ligue de diamant                | Ligue de diamant | 1er      | 3 000 m st. | 8 min 55 s 29  |

## Records
| Épreuve         | Performance   | Lieu        | Date         |
| --------------- | ------------- | ----------- | ------------ |
| 3 000 m steeple | 8 min 52 s 78 | Saint-Denis | 27 août 2016 |